# Hottentotta juliae
Espèce
Hottentotta juliae est une espèce de scorpions de la famille des Buthidae.

## Distribution
Cette espèce est endémique de la province du Fars en Iran. Elle se rencontre vers Sivand et Marvdacht.

## Description
La femelle holotype mesure 113,047 mm et le mâle paratype 109,234 mm.

## Étymologie
Cette espèce est nommée en l'honneur de Julia V. Samartseva.

## Publication originale
- Kovařík, Yağmur & Fet, 2019 : « Review of Hottentotta described by A. A. Birula, with descriptions of two new species and comments on Birula’s collection (Scorpiones: Buthidae). » Euscorpius, no 282, p. 1-30 (texte intégral).